# Faro di Cape Decision
Il faro di Cape Decision è un faro situato sull'Isola di Kuiu, nel sudest dell'Alaska, Stati Uniti.

## Storia
Per molti anni dopo l'acquisizione dell'Alaska da parte degli Stati Uniti nel 1867, la maggior parte dei vascelli in transito tra Seattle e Juneau seguiva una tortuosa rotta tra le miriadi di isole lungo la costa nordest del continente. Questa rotta era preferibile rispetto alla rischiosa navigazione in aperto Oceano Pacifico.
Con l'aumento delle dimensioni delle imbarcazioni divenne però necessario individuare nuove rotte: in particolare, alcune navi non potevano transitare dallo stretto canale di Wrangell e dovevano deviare circumnavigando Cape Decision, esponendosi per un breve tratto alla furia dell'oceano prima di entrare nello stretto di Chatham.
Divenne così necessario dotare la zona di una qualche forma di illuminazione per guidare i marinai e i pescatori, e per prima cosa venne piazzata una lanterna in acetilene sulle Spanish Islands, a sud di Kuiu Island. La lanterna si rivelò però inefficace così il Congresso, nel 1929, stanziò 59.400 dollari per la costruzione di un faro a Cape Decision. Il maltempo e i fondi inadeguati rallentarono i lavori, e il faro entrò in funzione solo nel marzo del 1932, costando 150.000 dollari in più di quanto preventivato.
Il faro venne automatizzato nel 1974 e nel 1996 la lente di Fresnel presente sin dalle origini venne rimpiazzata da una luce con alimentazione solare. La vecchia lente è esposta nel Clausen Museum di Petersburg.
Nel 2005 il faro è entrato a far parte del National Register of Historic Places e, ancora oggi, è in funzione sotto la gestione della Cape Decision Lighthouse Society.